# Zaharrean Rugby Taldea
El Zaharrean Rugby Taldea fue un equipo de rugby de la ciudad de San Sebastián, en España, fundado en 1963 y desaparecido en 1993, que al largo de su existencia tuvo varios nombres (Motobic Parte Vieja, Sociedad Deportiva Anoeta, Zaharrean Rugby Taldea y Club Deportivo Fortuna) conforme el equipo si integraba en las estructuras polideportivas de unos clubes u otros. Durante cuatro temporadas (1978/79, 1979/80, 1980/81 y 1981/82) el Zaharrean participó en la máxima competición de liga del rugby español, la División de Honor.